# Harpactea
Genre
Synonymes
- Harpactes Templeton, 1835 nec Swainson, 1833

Harpactea est un genre d'araignées aranéomorphes de la famille des Dysderidae.

## Distribution
Les espèces de ce genre se rencontrent en Europe, en Afrique du Nord, au Moyen-Orient et en Asie centrale.

## Paléontologie
Ce genre est connu depuis le Paléogène.

## Liste des espèces
Selon World Spider Catalog (version 26, 05/07/2025) :
- Harpactea abantia (Simon, 1885)
- Harpactea abasgiana Zamani & Marusik, 2024
- Harpactea achsuensis Dunin, 1991
- Harpactea acuta Beladjal & Bosmans, 1997
- Harpactea adicensis Řezáč, 2023
- Harpactea aeoliensis Alicata, 1973
- Harpactea agnolettii Brignoli, 1978
- Harpactea alanyana Özkütük, Elverici, Marusik & Kunt, 2015
- Harpactea albanica (Caporiacco, 1949)
- Harpactea alexandrae Lazarov, 2006
- Harpactea algarvensis Ferrández, 1990
- Harpactea alicatai Brignoli, 1979
- Harpactea angustata (Lucas, 1846)
- Harpactea antoni Bosmans, 2009
- Harpactea apollinea Brignoli, 1979
- Harpactea arguta (Simon, 1907)
- Harpactea armenica Dunin, 1989
- Harpactea arnedoi Kunt, Elverici, Özkütük & Yağmur, 2011
- Harpactea asparuhi Lazarov, 2008
- Harpactea auresensis Bosmans & Beladjal, 1991
- Harpactea auriga (Simon, 1911)
- Harpactea aurigoides Bosmans & Beladjal, 1991
- Harpactea azerbajdzhanica Dunin, 1991
- Harpactea azowensis Charitonov, 1956
- Harpactea babori (Nosek, 1905)
- Harpactea ballarini Kunt, Özkütük & Elverici, 2013
- Harpactea bilecenoglui Kunt & Özkütük, 2023
- Harpactea bilgenur Kunt & Özkütük, 2023
- Harpactea bistra Komnenov, 2025
- Harpactea blasi Ribera & Ferrández, 1986
- Harpactea bozdaglarensis Kunt, Danışman & Yağmur, 2025
- Harpactea brachati Wunderlich, 2020
- Harpactea buchari Dunin, 1991
- Harpactea bulgarica Lazarov & Naumova, 2010
- Harpactea caligata Beladjal & Bosmans, 1997
- Harpactea carusoi Alicata, 1974
- Harpactea catholica (Brignoli, 1984)
- Harpactea caucasia (Kulczyński, 1895)
- Harpactea cecconii (Kulczyński, 1908)
- Harpactea cesari Van Keer, 2009
- Harpactea chaniaensis Bosmans, 2023
- Harpactea chreensis Bosmans & Beladjal, 1989
- Harpactea christae Bosmans & Beladjal, 1991
- Harpactea christodeltshevi Bayram, Kunt & Yağmur, 2009
- Harpactea clementi Bosmans, 2009
- Harpactea coccifera Brignoli, 1984
- Harpactea colchidis Brignoli, 1978
- Harpactea complicata Deltshev, 2011
- Harpactea corinthia Brignoli, 1984
- Harpactea corticalis (Simon, 1882)
- Harpactea cosari Kunt, Danışman & Yağmur, 2025
- Harpactea crespoi Řezáč, 2023
- Harpactea cressa Brignoli, 1984
- Harpactea cruriformis Bosmans, 2011
- Harpactea damini Pavlek & Arnedo, 2020
- Harpactea dardanica Geci & Zamani, 2025
- Harpactea dashdamirovi Dunin, 1993
- Harpactea decebali Nae, 2021
- Harpactea deelemanae Dunin, 1989
- Harpactea deltshevi Dimitrov & Lazarov, 1999
- Harpactea dianae Gavalas & Bosmans, 2023
- Harpactea digiovannii Gasparo, 2014
- Harpactea dilekensis Kunt, Danışman & Yağmur, 2025
- Harpactea diraoi Brignoli, 1978
- Harpactea dobati Alicata, 1974
- Harpactea doblikae (Thorell, 1875)
- Harpactea dolanskyi Řezáč, 2023
- Harpactea dufouri (Thorell, 1873)
- Harpactea dumonti Bosmans & Beladjal, 1991
- Harpactea dunini Zamani & Marusik, 2024
- Harpactea elvericii Kunt & Özkütük, 2023
- Harpactea eskovi Dunin, 1989
- Harpactea fageli Brignoli, 1980
- Harpactea fontetareja Wunderlich, 2024
- Harpactea forceps Varol & Danışman, 2018
- Harpactea forcipifera (Simon, 1911)
- Harpactea gaditana Pesarini, 1988
- Harpactea galatica Brignoli, 1978
- Harpactea gennargentu Wunderlich, 1995
- Harpactea globifera (Simon, 1911)
- Harpactea gobustanica Nuruyeva & Huseynov, 2022
- Harpactea golovatchi Dunin, 1989
- Harpactea gridellii (Caporiacco, 1951)
- Harpactea grisea (Canestrini, 1868)
- Harpactea gunselorum Gücel, Fuller, Göçmen & Kunt, 2018
- Harpactea hamidae Beladjal & Abrous, 2023
- Harpactea hauseri Brignoli, 1976
- Harpactea heizerensis Bosmans & Beladjal, 1991
- Harpactea heliconia Brignoli, 1984
- Harpactea henriquesi Řezáč, 2023
- Harpactea henschi (Kulczyński, 1915)
- Harpactea herodis Brignoli, 1978
- Harpactea hispana (Simon, 1882)
- Harpactea hombergi (Scopoli, 1763)
- Harpactea hyrcanica Dunin, 1991
- Harpactea iasoni Gavalas & Bosmans, 2023
- Harpactea ice Komnenov & Chatzaki, 2016
- Harpactea incerta Brignoli, 1979
- Harpactea incurvata Bosmans & Beladjal, 1991
- Harpactea indistincta Dunin, 1991
- Harpactea innupta Beladjal & Bosmans, 1997
- Harpactea isaurica Brignoli, 1978
- Harpactea johannitica Brignoli, 1976
- Harpactea kalaensis Beladjal & Bosmans, 1997
- Harpactea kalavachiana Gücel, Charalambidou, Göçmen & Kunt, 2019
- Harpactea kankilicorum Kunt & Özkütük, 2023
- Harpactea karabachica Dunin, 1991
- Harpactea karaschkhan Kunt, Özkütük, Elverici, Marusik & Karakaş, 2016
- Harpactea kareli Bosmans & Beladjal, 1991
- Harpactea kencei Kunt, Elverici, Özkütük & Yağmur, 2011
- Harpactea konradi Lazarov, 2009
- Harpactea korenkoi Řezáč, 2023
- Harpactea korgei Brignoli, 1979
- Harpactea krejcii Řezáč, 2023
- Harpactea krueperi (Simon, 1885)
- Harpactea krumi Lazarov, 2010
- Harpactea kubrati Lazarov, 2008
- Harpactea kulczynskii Brignoli, 1976
- Harpactea lazarovi Deltshev, 2011
- Harpactea lazonum Brignoli, 1978
- Harpactea lepida (C. L. Koch, 1838)
- Harpactea loebli Brignoli, 1974
- Harpactea logunovi Dunin, 1992
- Harpactea longitarsa Alicata, 1974
- Harpactea longobarda Pesarini, 2001
- Harpactea lucdevosi Bosmans, 2023
- Harpactea maelfaiti Beladjal & Bosmans, 1997
- Harpactea magnibulbi Machado & Ferrández, 1991
- Harpactea major (Simon, 1911)
- Harpactea mariae Komnenov, 2014
- Harpactea martensi Dunin, 1991
- Harpactea mateparlovi Pavlek & Arnedo, 2020
- Harpactea mcheidzeae Dunin, 1992
- Harpactea medeae Brignoli, 1978
- Harpactea mehennii Bosmans & Beladjal, 1989
- Harpactea mentor Lazarov & Naumova, 2010
- Harpactea mertensi Bosmans & Beladjal, 1991
- Harpactea minoccii Ferrández, 1982
- Harpactea minuta Alicata, 1974
- Harpactea mithridatis Brignoli, 1979
- Harpactea mitidjae Bosmans & Beladjal, 1991
- Harpactea modesta Dunin, 1991
- Harpactea monicae Bosmans & Beladjal, 1991
- Harpactea mouzaiensis Bosmans & Beladjal, 1989
- Harpactea muscicola (Simon, 1882)
- Harpactea nachitschevanica Dunin, 1991
- Harpactea nausicaae Brignoli, 1976
- Harpactea nenilini Dunin, 1989
- Harpactea nuragica Alicata, 1966
- Harpactea oglasana Gasparo, 1992
- Harpactea oranensis Bosmans & Beladjal, 1991
- Harpactea ortegai Ribera & De Mas, 2003
- Harpactea osellai Brignoli, 1978
- Harpactea ouarsenensis Bosmans & Beladjal, 1991
- Harpactea ovata Beladjal & Bosmans, 1997
- Harpactea paradoxa Dunin, 1992
- Harpactea parthica Brignoli, 1980
- Harpactea pekari Řezáč, 2023
- Harpactea persephone Gasparo, 2011
- Harpactea petrovi Lazarov & Dimitrov, 2018
- Harpactea piligera (Thorell, 1875)
- Harpactea pisidica Brignoli, 1978
- Harpactea planembolus Wunderlich, 2024
- Harpactea popovi Dimitrov, Deltshev & Lazarov, 2019
- Harpactea proxima Ferrández, 1990
- Harpactea pugio Varol & Akpınar, 2016
- Harpactea punica Alicata, 1974
- Harpactea reniformis Beladjal & Bosmans, 1997
- Harpactea rubicunda (C. L. Koch, 1838)
- Harpactea rucnerorum Polenec & Thaler, 1975
- Harpactea ruffoi Alicata, 1974
- Harpactea rugichelis Denis, 1955
- Harpactea sadistica Řezáč, 2008
- Harpactea saeva (Herman, 1879)
- Harpactea salvatorei Platania & Arnedo, 2020
- Harpactea samuili Lazarov, 2006
- Harpactea sanctaeinsulae Brignoli, 1978
- Harpactea sanctidomini Gasparo, 1997
- Harpactea sardoa Alicata, 1966
- Harpactea sbordonii Brignoli, 1978
- Harpactea sciakyi Pesarini, 1988
- Harpactea secunda Dunin, 1989
- Harpactea senalbensis Beladjal & Bosmans, 1997
- Harpactea serena (Simon, 1907)
- Harpactea sicula Alicata, 1966
- Harpactea simovi Deltshev & Lazarov, 2018
- Harpactea sinuata Beladjal & Bosmans, 1997
- Harpactea spasskyi Dunin, 1992
- Harpactea spilioioannis Bosmans & Gavalas, 2023
- Harpactea spirembolus Russell-Smith, 2011
- Harpactea srednagora Dimitrov & Lazarov, 1999
- Harpactea stalitoides Ribera, 1993
- Harpactea stoevi Deltshev & Lazarov, 2018
- Harpactea strandi (Caporiacco, 1939)
- Harpactea strandjica Dimitrov, 1997
- Harpactea strinatii Brignoli, 1979
- Harpactea sturanyi (Nosek, 1905)
- Harpactea subiasi Ferrández, 1990
- Harpactea subterranea Kunt, Danışman & Yağmur, 2025
- Harpactea talyschica Dunin, 1991
- Harpactea tavirensis Wunderlich, 2020
- Harpactea tenuiemboli Deltshev, 2011
- Harpactea tergestina Gasparo, 2014
- Harpactea terveli Lazarov, 2009
- Harpactea thaleri Alicata, 1966
- Harpactea ulgen Kunt, Özkütük & Yağmur, 2025
- Harpactea umay Kunt, Yağmur & Özkütük, 2023
- Harpactea undosa Beladjal & Bosmans, 1997
- Harpactea vagabunda Dunin, 1991
- Harpactea vignai Brignoli, 1978
- Harpactea villehardouini Brignoli, 1979
- Harpactea walterdebucki Bosmans, 2023
- Harpactea wolfgangi Komnenov & Chatzaki, 2016
- Harpactea yakourensis Beladjal & Bosmans, 1997
- Harpactea yanardagi Kunt & Özkütük, 2023
- Harpactea zagros Zamani & Marusik, 2023
- Harpactea zaitzevi Charitonov, 1956
- Harpactea zannonensis Alicata, 1966
- Harpactea zjuzini Dunin, 1991
- Harpactea zoiai Gasparo, 1999

Selon World Spider Catalog (version 23.5, 2023) :
- † Harpactea communis Wunderlich, 2004
- † Harpactea extincta Petrunkevitch, 1950
- † Harpactea longibulbus Wunderlich, 2011
- † Harpactea tersa (C. L. Koch & Berendt, 1854)

## Systématique et taxinomie
Harpactes Templeton, 1835 préoccupé par Harpactes Swainson, 1833 a été remplacé par Harpactea par Bristowe en 1939.

## Publications originales
- Bristowe, 1939 : The Comity of Spiders. Ray Society, London, vol. 1, p. 1-228.
- Templeton, 1835 : « On the spiders of the genus Dysdera Latr. with the description of a new allied genus. » The Zoological Journal, vol. 5, p. 400-408 (texte intégral).